# VL Kotka
VL E.30 Kotka (tiếng Anh: Đại bàng) là một loại máy bay tuần tra biển hai tầng cánh của Phần Lan, do Kurt Berger thiết kế tại Nhà máy chế tạo máy bay nhà nước (Valtion lentokonetehdas). Nó thay thế cho loại Blackburn Ripon trong biên chế Không quân Phần Lan.
Mẫu thử bay chuyến đầu ngày 30/9/1930. Năm 1931, Nhà máy chế tạo máy bay nhà nước bắt đầu sản xuất 5 chiếc. Chúng được dùng làm máy bay liên lạc cho đến tận năm 1944.
1 chiếc (số 4, KA-147) hiện đang trưng bày tại Bảo tàng Hàng không Päijät-Häme.

## Biến thể
- VL Kotka I – mấu thử, 1 chiếc
- VL Kotka II – phiên bản sản xuất, 5 chiếc

## Quốc gia sử dụng
Phần Lan
- Không quân Phần Lan.

## Tính năng kỹ chiến thuật (VL Kotka II)
Đặc điểm tổng quát
- Kíp lái: 2
- Chiều dài: 9,7 m (31 ft 10 in)
- Sải cánh: 12,7 m (41 ft 8 in)
- Chiều cao:  ()
- Diện tích cánh: m² (ft²)
- Trọng lượng cất cánh tối đa: 2.380 kg (5.250 lbs)
- Động cơ: 1 × Wright R-1820 Cyclone E,  ()

 Hiệu suất bay 
- Vận tốc cực đại: 225 km/h (140 mi/h)
- Trần bay: 3.000 m (9.840 ft)